# Jesogammarus (Jesogammarus) ilhoii
Jesogammarus (Jesogammarus) ilhoii is een vlokreeftensoort uit de familie van de Anisogammaridae. De wetenschappelijke naam van de soort is voor het eerst geldig gepubliceerd in 1992 door Lee & Seo.